# (22289) 1988 XV1
(22289) 1988 XV1  es un asteroide del cinturón principal perteneciente al cinturón de asteroides, región del sistema solar que se encuentra entre las órbitas de Marte y Júpiter.
Fue descubierto el 11 de diciembre de 1988 por Seiji Ueda y Hiroshi Kaneda desde Kushiro, Japón.

## Designación y nombre
Designado provisionalmente como 1988 XV1.

## Características orbitales
(22289) 1988 XV1 está situado a una distancia media del Sol de 3,123 ua, pudiendo alejarse hasta 3,839 ua y acercarse hasta 2,408 ua. Su excentricidad es 0,229 y la inclinación orbital 19,286 grados. Emplea 2016,26 días en completar una órbita alrededor del Sol.
Los próximos acercamientos a la órbita de Júpiter ocurrirán el 22 de mayo de 2030, el 30 de abril de 2102 y el 27 de septiembre de 2112.

## Características físicas
La magnitud absoluta de (22289) 1988 XV1 es 12,52. Tiene 16,726 km de diámetro y su albedo se estima en 0,083.